# Архиепархия Порт-о-Пренса
Архиепархия Порт-о-Пренса (лат. Archidioecesis Portus Principis) — архиепархия Римско-Католической церкви с центром в городе Порт-о-Пренс, Гаити. В митрополию Порт-о-Пренса входят епархии Анс-а-Ву и Мирагоана, Жакмеля, Жереми, Ле-Ке. Кафедральным собором архиепархии Порт-о-Пренса является церковь Успения Пресвятой Девы Марии в городе Порт-о-Пренс.

## История
3 октября 1861 года Римский папа Пий IX издал буллу «Catholicae romanae», которой учредил архиепархию Порт-о-Пренса, выделив её из архиепархии Санто-Доминго.
25 февраля 1988 года архиепархия Порт-о-Пренса передала часть своей территории для образования новой епархии Жакмеля.

## Ординарии епархии
- архиепископ Martial-Guillaume-Marie Testard du Cosquer (7.09.1863 — 27.07.1869);
- архиепископ Alexis-Jean-Marie Guilloux (Guillons) (27.06.1870 — 24.10.1885);
- архиепископ Constant-Mathurin Hillion (10.06.1886 — 21.02.1890);
  - Вакансия (1890—1893);
- архиепископ Джулио Тонти (24.02.1893 — 23.08.1902, назначен апостольским нунцием в Бразилии);
- архиепископ Julien-Jean-Guillaume Conan (16.09.1903 — 5.12.1930);
- архиепископ Joseph-Marie Le Gouaze (5.12.1930 — 24.06.1955);
- архиепископ François-Marie-Joseph Poirier (3.07.1955 — 18.08.1968);
- архиепископ François-Wolff Ligondé (20.08.1966 — 1.03.2008);
- архиепископ Joseph Serge Miot (1.03.2008 — 12.01.2010, погиб во время землетрясения);
- архиепископ Guire Poulard (12.01.2011 — 7.10.2017, в отставке);
- архиепископ Max Leroy Mésidor (7.10.2017 — по настоящее время).